# Holnburg

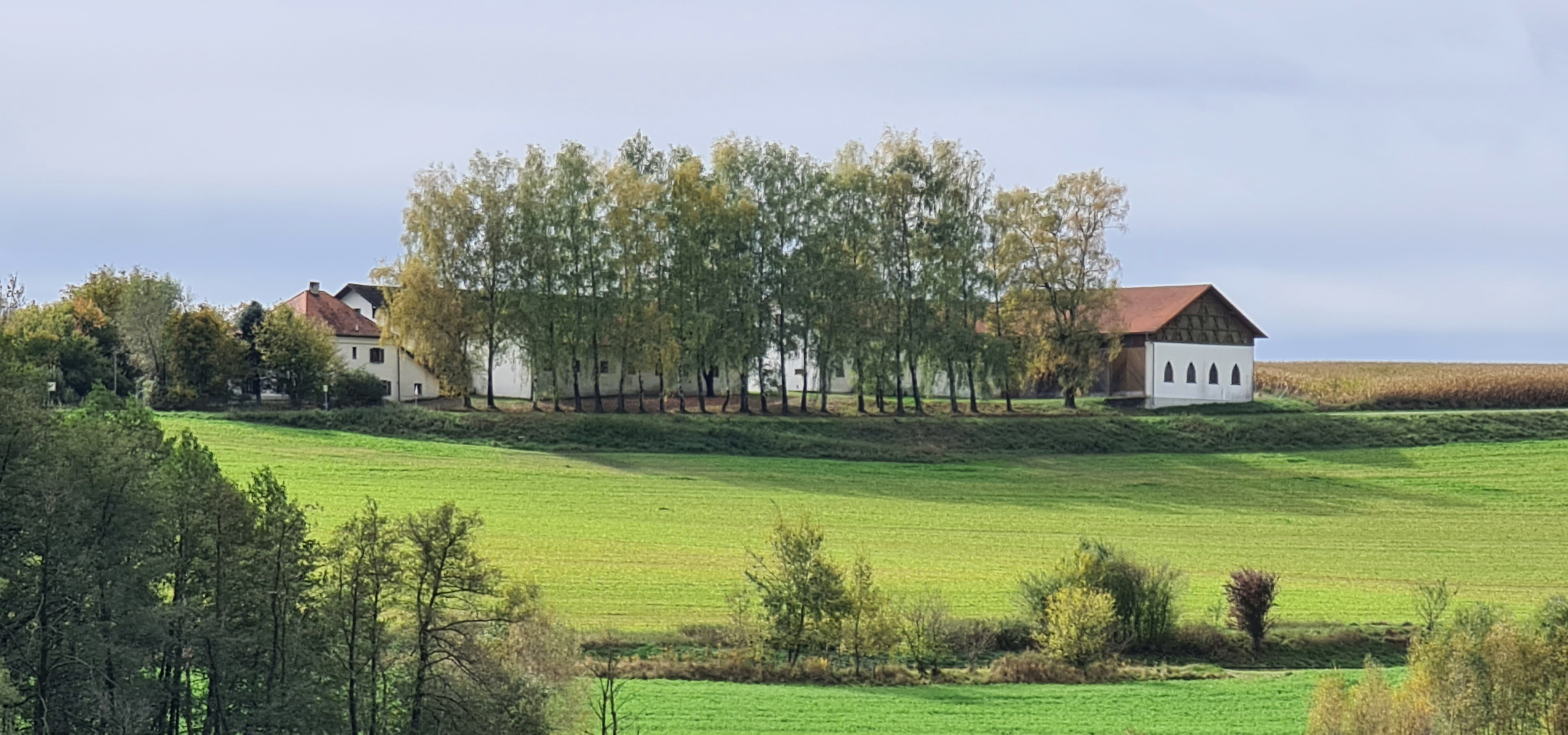
Holnburg von Nordost

Die aus einem uralten Gutshof bestehende Einöde Holnburg ist ein Gemeindeteil im oberbayerischen Lengdorf (Landkreis Erding).

## Geschichte
Der Ort wurde in Beziehung mit dem Ortsadligen Friedrich de Holenpurch Mitte des 12. Jahrhunderts erstmals erwähnt. Ein burgähnlicher Adelssitz ist jedoch nicht nachweisbar. Eine Sage besagt, dass es einen unterirdischen Gang zwischen Holnburg und der Burg Kopfsburg gegeben haben soll, was aber aufgrund des Grundwasserspiegels im Isental unmöglich gemacht hätte.

## Beschreibung

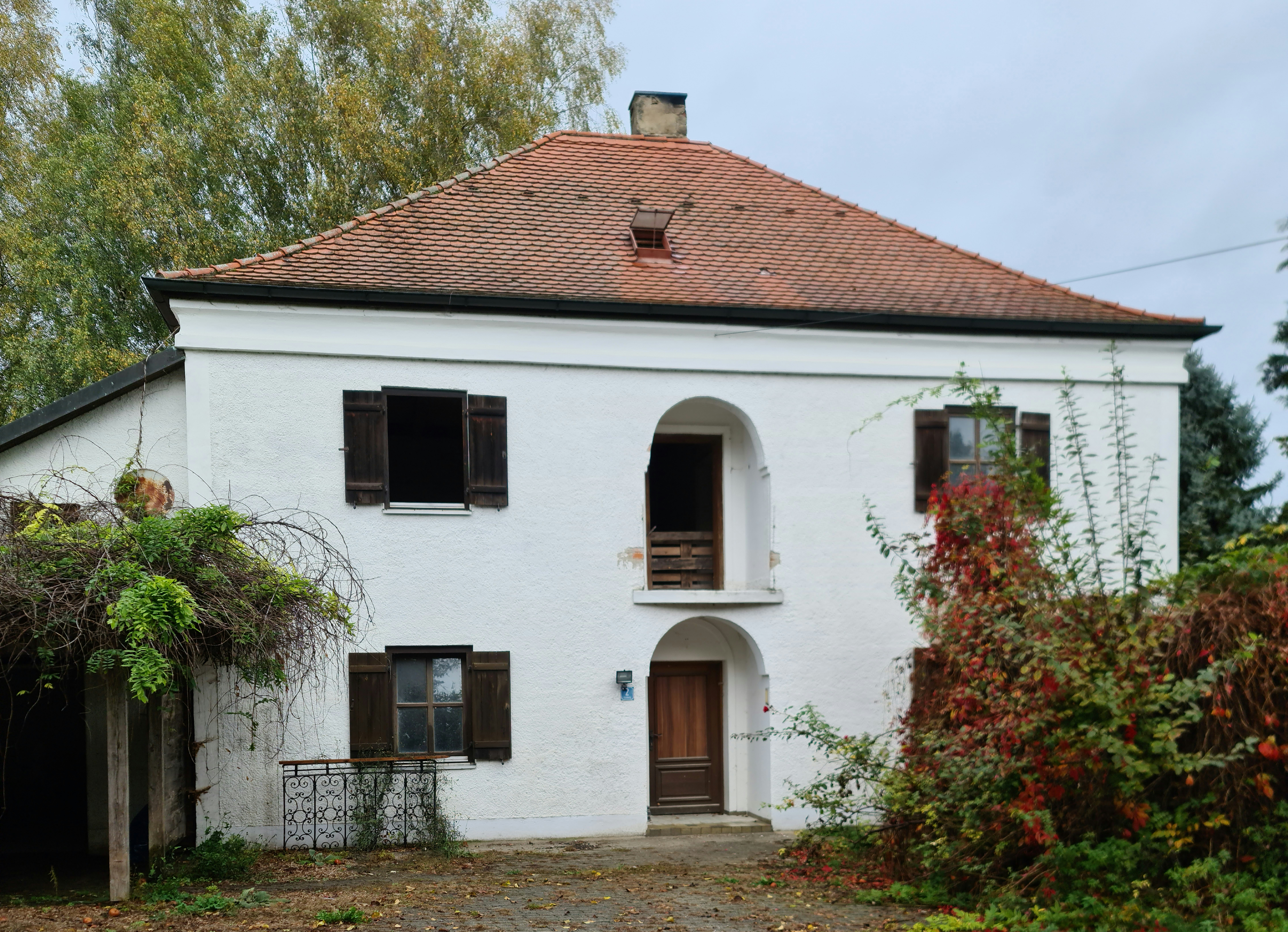
Holnburg, altes Gutshaus

Der Gutshof besteht überwiegend aus Gebäuden des 19. Jahrhunderts und um 1900. Es existiert ein altes freistehendes Gutshaus aus dem 2. Viertel des 19. Jahrhunderts und ein neues umfangreiches Gutshaus von um 1900. Die Wirtschaftsgebäude stammen aus der zweiten Hälfte des 19. Jahrhunderts, wovon das nordwestliche und das südliche besonders erwähnenswert sind.